# 斯泰农松德市镇
斯泰农松德市镇（瑞典語：Stenungsunds kommun）是瑞典西部西约塔兰省的一个市镇。其治所位于斯泰农松德。